# Каратау (хребет, Тяншан)
Каратау (на казахски: Каратау; на руски: Каратау) е нископланински хребет в крайната северозападна част на Тяншан, разположен на територията на Казахстан (Жамбилска и Туркестанска област). Простира се от северозапад на югоизток на протежение около 420 km, между реките Сърдаря на югозапад и Талас на североизток, като представлява северозападно продължение на хребета Таласки Алатау. Максимална височина връх Бесаз 2176 m, (43°48′37″ с. ш. 68°39′11″ и. д. / 43.810278° с. ш. 68.653056° и. д.), разположен в северозападната му част, в Жамбилска област. Изграден е основно от шисти, пясъчници, варовици и доломити, в които е развит карст. Върховете му са заоблени, а склоновете стръмни, покрити със степна растителност и планински ксерофити. На югозапад текат реки, десни притоци на Сърдаря (Арис и др.), а на североизток – леви притоци на Талас. В източното му подножие, при град Каратау се разработват находища на фосфорити, а в западното му подножие – находища на полиметални руди (Миргалимсай, Кентау, Ачисай).

## Топографска карта
- К-42-А М 1:500000[2]
- К-42-Б М 1:500000[3]